# Santa Lucía, Nicaragua
Santa Lucía är en kommun (municipio) i Nicaragua med 8 871 invånare (2012). Den ligger i den bergiga centrala delen av landet i departementet Boaco. Kommunen är känd för sina berg, grottor, floder och vattenfall, samt för tillverkning av vävnader gjorda av henequén.

## Geografi
Santa Lucía gränsar till kommunerna San José de los Remates i norr, Boaco i öster och Teustepe i söder och väster. Den största tätorten i kommunen är centralorten Santa Lucía med 2 046 invånare (2005).

## Historia
Santa Lucía grundades 1904 som pueblo, enligt ett dekret utfärdat av parlamentet. Santa Lucía hade vid grundandet byarna (valles) Santa Lucía, el Riego, el Javillo, el Orégano, el Aguacate och Boaquito. Området hade tidigare varit en del av Teustepe.

## Religion
Kommunen firar sina festdagar den 11-13 december till minne av Sankta Lucia.